# Kateřina Macháčková
Kateřina Macháčková (* 30. listopadu 1949 Praha) je česká publicistka a herečka, dcera herce a režiséra Miroslava Macháčka a operní pěvkyně Věry Štiborové.
Po absolutoriu pražské DAMU v roce 1972 nastoupila do angažmá v pražském Divadle S. K. Neumanna, což je dnešní libeňské Divadlo pod Palmovkou, kde působí dodnes. Kromě své herecké práce se také věnuje literární činnosti a rovněž vyučuje herectví na Pražské konzervatoři.
Z prvního manželství s Petrem Svojtkou má syna Petra Svojtku ml. a ze druhého s Ivanem Zmatlíkem zase dceru Helenu, jejíž babičkou byla ilustrátorka Helena Zmatlíková.

## Filmografie, výběr

### Televize
- 1978 Ve znamení Merkura
- 1980 Scapinova šibalství
- 1981 Netopýr (Rosalinda v operetě)
- 1982 Dynastie Nováků (televizní seriál)
- 1984 Rozpaky kuchaře Svatopluka (televizní seriál)
- 1986 Pan Pickwick
- 1988 Cirkus Humberto (televizní seriál)
- 1990 Jehlice sluneční paní
- 1995 Život na zámku (televizní seriál)

### Film
- 1967 Bylo čtvrt a bude půl
- 1970 Svatá hříšnice
- 1970 Žižkův meč
- 1974 Poslední ples na rožnovské plovárně
- 1975 Osvobození Prahy
- 1976 Plavení hříbat
- 1982 Vinobraní
- 1983 Únos Moravanky
- 1983 Katapult
- 1984 Komediant
- 1989 Dva lidi v zoo
- 1990 Motýlí čas